# Мосю Алфонс
Мосю Алфонс е измислен герой в сериала „Ало, ало!“ от BBC, излъчван в периода от 1982 до 1992 г. Ролята е изиграна от актьора Кенет Конър. В българския дублаж се озвучава от Стефан Димитриев.
Мосю Алфонс е погребален агент в градчето Нувион и първото му включване е в епизода с фалшивото погребение на местния герой от съпротивата Рене Артоа, който по-късно се представя за свой брат близнак. След смъртта на героя от Съпротивата, погребалният агент Алфонс бързо се влюбва в жена му Едит Артоа, което кара Рене силно да се притеснява, че ще загуби кафенето си, и затова опитва отчаяни предложения за брак, като ѝ подарява цветя или ѝ се умилква.
Алфонс също притежава и спестявания в швейцарската си банкова сметка, което кара и майката на Едит, мадам Фани ла Фан, да се пазари с него, за да даде ръката на дъщеря си, когато той дойде да ѝ я поиска.
По-късно в сериала, след като разбира, че Рене е най-храбрия мъж на Франция, той заявява, че няма да преследва жена му, а само ще ѝ се възхищава отдалеч. В един от епизодите на сериала обаче, той заварва Рене да се прегръща със сервитьорката Ивет, която стене в екстаз, и казва на мадам Едит, която първоначално не повярва, но по-късно разпитва мъжа си. Рене обаче, както винаги, успява да измисли обяснение и да я отклони от темата.
Освен като погребален агент, той също е познат в сериала и като кмет, притежател на винарна, бръснар и фотограф.

## Известни реплики
Мосю Алфонс е най-известен в сериала с репликите си „Бързо и стилно“ или „Бързо и стилно, но понякога доста тромаво“, когато обявява услугите си или се представя на околните. Освен с тези две реплики, той също е известен и с репликата си „Ох, разхлопаното ми сърце“, която се появява всеки път, когато се стресира или възбуди.